# Stolnica v Cartageni, Kolumbija
Stolnica v Cartageni v Kolumbiji, uradno bazilika metropolitanske stolnice svete Katarine Aleksandrijske (špansko Catedral Basílica Metropolitana de Santa Catalina de Alejandría), je v zgodovinskem središču Cartagene. Je sedež nadškofa Cartagene de Indias, enega najstarejših škofovskih sedežev v Ameriki. Stolnica je posvečena sveti Katarini Aleksandrijski.
Stolnico je zasnoval gradbeni mojster Simón González po vzoru bazilik v Andaluziji in na Kanarskih otokih. Sedanji stolp je zasnoval francoski arhitekt Gastón Lelarge, ki je rezultat preoblikovanja v začetku 20. stoletja. Gradnja se je začela leta 1577 in je nadomestila skromno stolnico iz slame in trsja. Leta 1586, ko je bila cerkev še v gradnji, jo je napadel angleški pirat Francis Drake, jo močno poškodoval in odložil njeno dokončanje. Stavba je bila dokončana leta 1612.
Stolnica ima lepa vrata in preprosto okrašeno notranjost. Vsebuje pozlačen oltar iz 18. stoletja, prižnico iz carrarskega marmorja in elegantne arkade, ki podpirajo glavno ladjo.
V prvi polovici 20. stoletja ga je drastično preuredil francoski arhitekt Gaston Lelarge.

## Zgodovina
Sedanja stolnica se nanaša na tretjo stavbo, zgrajeno kot stolna cerkev v mestu. Prvo je promoviral dominikanski pater Tomás de Toro y Cabrero, prvi škof v Cartageni, ki ga je imenoval papež Pavel III. Gradnja templja se je začela leta 1535, le dve leti po ustanovitvi mesta, in končala leta 1537. Šlo je za skromno konstrukcijo iz "slamnate strehe in trstja", ki se je stala v bloku, ki je za sedanjo stolnico, s sprednjim delom na ulici calle del Coliseo. Življenjska doba te stavbe je bila kratka, saj je leta 1552 požar uničil velik del mesta tudi stolnico. V njeni zamenjavi je bila med letoma 1563 in 1568 izvedena gradnja drugega stolnega templja, izvedena v lesu in s slamnato streho, ker so bili težki časi in ni bilo veliko sredstev, je pa bil trdnejši od prejšnjega. Od tega drugega templja je v Archivo General de Indias (Splošnem arhivu Indije) v Sevilji ohranjena skromna sled in fizični ostanek njegovega rogoza. 
Pedro Fernández de Busto, guverner mesta, predvsem promotor takratnih arhitekturnih del, ki se je lotil tudi izvedbe pomembnih projektov v urbanem območju, kot sta osuševanje in sanacija glavnega vhoda mesta, in ki je ustanovil Plaza Real (zdaj Plaza de la Aduana); začetek del akvadukta, ki ni bil nikoli dokončan in bi mesto oskrboval s tekočo vodo; gradnjo bolnišnice in postavitev hiš za pravosodje, zapore in Cabildo (svet). Pojavljala se ideja, da bi Cartageni postavili dostojanstveno stavbo, ki bi služila kot stolna cerkev, ki jo promovira tudi sam. Poleg tega je proti letu 1575 kot nov škof prišel dominikanski pater Dionisio de los Santos, ki kralju pošlje pismo z dne 25. maja istega leta, kjer opisuje nekaj o kultu v stolnici, med katerimi pravi: »Tam ni obrokov ali so polovični, ni zbora, ampak le pameten cerkovnik in dva dečka, ki služita oltarju v majici in hlačah (zaragüelles), in nič več. In tako je ta cerkev strežena kot žalostna župnija Španije«, tako da suveren takoj odredi, da jo obnovijo.
Istega leta (1575) je bil razpisan javni natečaj za izbiro zasnove stavbe, ki so ga predstavili mojstri Eugenio de la Vega, Hernando Esteban, Juanes Guerra in Simón González. Projekt, ki ga je predstavil slednji je bil izbran, imenovan je bil za "glavnega delavca", praktično nadzorni položaj. Po drugi strani je Cabildo naročil Hernanda Estebana kot neposrednega direktorja za sledenje, Juanes Guerra pa je tudi delal na projektu in zasedel vidno mesto. Kamnosek Martín de Marquina je bil zadolžen za dobavo kamna, pri delu so kot mojstri delovali tudi kamnoseki Pedro de Aguilar, Francisco Ruiz, Juan de Medina in Gaspar Juanes.
Tako se je do leta 1575 začela gradnja tretje stolnice, ki je iz varnostnih razlogov stala daleč od pristanišča, v vogalu, ki gleda na ozko ulico, kasneje imenovano "Santos de Piedra", poleg sedanjega parka Parque de Bolívar; toda ne da bi se soočila s tem, po vzoru, ki ga je sprejel Nicolás de Ovando v Santo Domingu in po stari in močni tradiciji cerkve, da bi bila sčasoma obkrožena z najbolj izjemnimi stavbami mesta, saj so sedež civilne oblasti in hiše najpomembnejših osebnosti.
Leta 1577, ko so temelj še delali, so v Cabildu razpravljali o izvedljivosti spremembe njene orientacije in obračanja njene osi za devetdeset stopinj, kot sta predlagala regidor in kapitan Sebastián Pérez. Svetniki so se s predlogom strinjali, opazili so, da bi bilo bolje, a za to je bilo treba pridobiti nepremičnine in Cabildo ni imel dodatnih sredstev za nakup. Kapitan Pérez je torej ponudil, da v ta namen donira 200 pesosov, vendar ta znesek ni bil dovolj, zato se je guverner sestal s sosedi (med katerimi so prispevali drug za drugim za financiranje del) in ker so vsi glasovali za nadaljevanje dela, kot je bilo začeto, se je cabildo odločil za to, poleg tega je guverner nakazal, da za pridobitev hiš ni mogoče dati novega prispevka, saj ga je kralj pooblastil le za plačilo dela. Tako je bila zamisel o preobratu projekta opuščena in delo se je nadaljevalo, kot je bilo načrtovano.
Delo se je aktivno nadaljevalo, saj naj bi se leto pozneje »na stebrih, ki so bili narejeni, že začeli delati oboki v kapeli«. Mojster González se je, ko je videl slabo nosilnost in trdnost kamna odločil dodati še eno oporo za strop in v polnem zamahu spremenil prvotno zasnovo, ki je bila sestavljena iz šestih parov stebrov, ki so ostali pri sedmih parih. Med delom se je pojavilo nekaj dvomov glede materiala obokov in višine glavne ladje glede na glavno kapelo, vendar je bilo stališče avtorja zasnove vedno spoštovano: oboki so zidani v kamnu, glavna ladja pa enake višine kot glavna kapela
Leta 1579 je bila več kot polovica zidov v nivoju oznake, preostali del pa v višini petih sten. Istega leta se imenuje kot novi škof fra Juan de Montalvo. Že za leto 1585, deset let po začetku del, piše, da je bila prostornina stavbe pokrita in čeprav so manjkale sosednje stavbe in stolp, so bila dela tako rekoč končana.

### Napad Francisa Drakea
Toda naslednje leto (1586) se je ob obali Cartagene, s floto do 23 vojaških ladij in več kot 3000 mož, pojavil angleški pirat Francis Drake, "El Draque", ter napadel mesto, v katerem je bilo najpomembnejša vojaška akcija, izvedena v 16. stoletju proti ameriškim pristaniščim. Cartagena je bila zavzeta in El Draque se je posvetil ropanju: v pepel je spremenil nekaj več kot polovico mesta in kljub zavrnitvi njegovih prebivalcev za plačilo visoke odkupnine, ki jo je zahteval, je zagrozil, da bo sestrelil stolnico ki bi morala biti takrat najdragocenejše premoženje mesta. Nato je izstrelil prvi opozorilni strel, ki je bil dovolj, da je resno vplival na njeno strukturo, saj je krogla zadela enega od stebrov, ga podrla in s seboj odnesla še dva. Prav tako so se štirje loki, ki so podpirali tri stebre, zrušili in razpadli.. Najbolj prizadet del je bila ladja. Nazadnje je Cartagena plačala 110.000 dukatov srebra in El Draque se je strinjal, da ne bo nadaljeval z uničenjem mesta, potem ko ga je imel 6 tednov v svoji oblasti.

### Nadaljevanje del
Po naključju je na poti v Quito skozi mesto šel mojster Benito de Morales, ki je na zahtevo guvernerja pregledal stolnico in ocenil nastalo škodo. Tako je preveril dobre temelje zidov in stebrov, dal namige za rekonstrukcijo in priporočil, da se stavba dokonča tako, da se prvotni projekt ne spreminja. Tako so se počasi zaradi pomanjkanja denarja, ki so ga vzeli Angleži in je bil namenjen projektu, začela popravila in dokončanje templja. Poleg tega je po napadu in ropanju mesta škof fra Juan de Montalvo 10. septembra 1586 umrl zaradi moralne kazni po rušenju njegove stolnice.
Dela popravila in zaključka so potekala zelo počasi. Leta 1591 je škof fra Antonio de Hervías napisal pismo kralju, v katerem je pisalo:
 To delo traja zelo dolgo s tem, da je uspelo popraviti škodo, ki jo je Drake storil v času enega leta, v šestih letih in zdaj je tik pred koncem in Bog ve, kdaj bo konec, v veliko škodo zgrajenega, ki z vodami vse uničuje in z veliko zamero tistih, ki smo vstopili v cerkev, vse to dežuje in ne izkoristimo prošenj ali opozoril, izkoriščajo denar in porabijo za plače butlerjev in za police in nič se ne naredijo.« 
Pismo škofa frata Antonia de Hervíasa, naslovljeno na kralja, je prepisano s pisavo tistega časa, poleg tega imajo nekatere besede črkovanje tistega časa.
Ne glede na škofov pesimizem (kar odraža pogosto sovraštvo med vojaško in cerkveno oblastjo kolonije) se je obnova nadaljevala, čeprav počasi; kljub dobri želji guvernerja ni veliko napredovala, saj ni bilo na voljo sredstev, saj je bilo mesto po napadu Drakea gospodarsko zelo slabo.

### Plaz, kulminacija in propad
Po tolikih težavah in ko je bila stolnica že drugič skoraj končana, se zgodi še en nesrečen dogodek: v noči na 7. avgust 1600 sta se zrušili streha glavne ladje in evangelijske ladje, ne zaradi učinka nekega naravnega pojava, kot je potres ali orkan, vendar glede na trenutno diagnozo, ker so prvotne strehe stranskih ladij, z ravnimi strehami, ustvarile veliko težo za konstrukcijo. Zato je bilo odločeno, da se jih spremeni. Takoj zatem je svet vložil ovadbo zoper mojstra Simóna Gonzáleza, ki je veljal za odgovornega za nesrečo, ki se je kasneje znebil obtožb. Tempelj je bil začasno pokrit s slamo, ki je bila ob obilnem deževju malo uporabna, vendar so jo še vedno uporabljali za verske obrede.
Konec leta 1600 je guverner pisal kralju, da ga je obvestil o nesreči, zaradi česar je izdal kraljevi odlok z datumom v Valladolidu 2. septembra naslednjega leta in zahteval obširne informacije o vzrokih, ki so jo povzročili, da to je bilo izpolnjeno s pošiljanjem pričevanja postopka, ustanovljenega zoper Simóna Conzáleza. Preden so ti dokumenti prišli na dvor, je kralj z odlokom z dne 20. junija 1602 odobril donacijo v višini tisoč dukatov za popravilo stolnice. Ta monarhova donacija skupaj z denarjem, zbranim med prebivalci, ni zadostovala za dokončanje obnovitvenih del, ki so potekala zelo počasi. Toda zahvaljujoč prizadevanjem guvernerja Diega Fernándeza de Velasco, na posredovanje mestnega škofa Fraya Juana de Ladrade in provizorja Bernardina de Almansa, ki sta morala velikokrat stroške dela plačati z lastnim denarjem, je leta 1612 zagotovil dokončanje templja, vključno z elementi, kot so vrata in rešetka kora, razen stolpa, ki še ni bil dokončan.
Leta 1653 je mojster Diego Serrano po naročilu bratovščine duhovnikov iz San Pedra zgradil kripto pod glavno kapelo, v kateri so bili posmrtni ostanki te bratovščine, pa tudi škofje, guvernerji in slavni ljudje. Leta pozneje je nastala tožba med bratovščino in mojstrom zaradi položaja kripte, kar je povzročilo, da je omenjena bratovščina leta 1666 poslala Svetu Indije načrt glavne kapele, ki je trenutno edini načrt templja iz kolonialne dobe.
V tistih letih, ne da bi imel točen datum, je škof iz Cartagene Antonio Sanz Lozano (ki je prevzel sedež leta 1661 in ga vodil do leta 1681), dvignil stolp stolnice, ki je bil obdarjen z "zelo dobrimi zvonovi", kot pravi kronist Zamora.
Leta 1697 so Cartageno de Indias ponovno zavzeli, tokrat filibusterji (vrsta piratov), s pomočjo flote francoskih korsarjev. Ti filibusterji so zaprli ženske in otroke v stolnico.
Konec 18. stoletja je umetniško prižnico in tla, oba v italijanskem marmorju, prinesel škof José Fernández Díaz de La Madrid.
Po letu 1810 se je začela neodvisnost Kolumbije in s tem politična nestabilnost, kateri se škofija v Cartageni ni izognila, saj so bili odnosi med Cerkvijo in državo zelo napeti. Šele leta 1824 je Sveti sedež priznal neodvisnost, poleg tega je bila država v 19. stoletju vpletena v vrsto državljanskih vojn, ki so povzročile veliko revščine. Mestu ni bilo prizaneseno, in je vstopilo v obdobje propadanja. Takšno poslabšanje se odraža v stolnici, vlaga je vplivala na stene in stebre; tudi oltarji z umetniškimi rezbarijami so bili žrtev. Njen zunanji videz je bil žalosten, saj je vladala umazanija, okraski na fasadi pa v groznem stanju. Kljub tem težavam je stolnica ostala nedotaknjena v svoji kolonialni podobi vse do začetek 20. stoletja.

## Preoblikovanje
Leta 1886 je škof Eugenio Biffi začel graditi škofovsko palačo na območju starega mestnega pokopališča, ki meji na stolnico. Kasneje je njegov naslednik monsinjor Pedro Adán Brioschi (izvoljen za škofa leta 1898, pozneje pa bo nadškof, potem ko je bila škofija leta 1900 povzdignjena v nadškofijo) nadaljeval gradnjo palače, ki ji je leta 1908 dodal še tretje nadstropje in fasado okrasil z obilno štukaturo. Ko je bila palača končno končana, se je škof Brioschi posvetil stari stolnici in takrat se je v najboljših nameni začela prenova templja, popolna katastrofa za kolonialno umetnost Cartagene.
V prvi polovici 20. stoletja je doživela drastičen poseg francoskega arhitekta Gastona Lelarga, ki je pod okriljem monsinjorja Brioschija popolnoma popačil prvotni videz templja. Namen je bil, da bi bila stolnica nekaj podobnega Sikstinski kapeli, za katero je bila celotna notranjost prekrita s štukaturami in slikami; slednje je izdelal tretjerazredni slikar, Venezuelec Miguel Ortiz, ki je prišel v mesto kot bikoborec in končal kot muralist. Stene so bile napolnjene s prizori svetnikov z malo umetniške vrednosti.
Prav tako je dal koralnemu kamnu tierrabomba podobo marmorja, odstranil kasetiran strop osrednje ladje z lažnim banjastim obokom in štukaturo; popačil fasado, saj so se spremenili njeni stari proporci, preprosti kamniti stolp pa je izginil, da bi naredil prostor za višjega iz betona in armiranega betona, ki se zaključuje s kupolo z lučjo. Stari stolp je imel telo zvonov z polkrožne odprtine, uokvirjene med pilastri, po videzu zelo podobne tisti v cerkvi Santo Domingo.
Poleg tega so za vedno izginili najbolj verodostojni dekorativni in umetniški elementi templja, kot je okras Capilla del Sagrario, ki je bil ves prekrit z izrezljanim in pozlačenim lesom, je imel trojno churrigueresque oltarno sliko, prav tako izrezljano in pozlačeno, za katerega je Gastón Lelarge zanj potrdil, da v Kolumbiji ni templja; kapiteljska hiša je izginila, da bi se umaknila trem kapelam: kor je bil izločen; stare stranske oltarje pa so zamenjali za druge marmorne, uvožene iz Italije.
Leta 1973 je nadškof Rubén Isaza Restrepo dal odstraniti prizidane prostore v cerkvi in odstraniti stene ter odstraniti štukature na fasadah in notranjih stenah, odstranil je tudi lažni obok osrednje ladje in pustil strešno konstrukcijo široko in odprto. Od posredovanja monsinjorja Brioschija sta ostala le križev pot in stolp. Na slednjem so bila leta 1991 opravljena popravila.